# Lappbäcken
Lappbäcken is een dorp binnen de  gemeente Kalix, in Zweden. Het dorp ligt op hetzelfde schiereiland als Båtskärsnäs aan de weg daarnaartoe. Het is vermoedelijk rond 1850 gesticht door een kapitein op een vissersboot, die hier een huis bouwde. Er ligt een beek met dezelfde naam bij het dorp, die van west naar oost stroomt, via een baai in de Botnische Golf uitkomt en ongeveer 2,5 kilometer lang is.
Bestuurscentrum: Kalix (tätort)
Tätort: Båtskärsnäs · Bredviken · Gammelgården · Karlsborg · Morjärv · Nyborg · Påläng · Risögrund · Rolfs · Sangis · Töre
Småort: Åkroken · Björkfors · Börjelsbyn · Granholmen · Innanbäcken · Innanlandet · Kälsjärv · Lappbäcken · Målson · Månsbyn · Ryssbält · Siknäs · Storön · Stråkanäs · Sören · Vallen · Vånafjärden
Overig: Björkvattnet · Bjumisträsk · Bondersbyn · Brattlandet · Empoberget · Forsbyn · Granån · Grubbnäsudden · Grytnäs · Hällfors · Holmträsk · Hömyrfors · Kamlunge · Klinten · Korpikå · Långfors · Lantjärv · Marieberg · Moån · Östanfjärden · Östra Flakaträsk · Östra Granträsk · Övermorjärv · Räktjärv · Rian · Småkvarn · Sockenträsk · Stora Lappträsk · Storsien · Tjäruträsk · Törböle · Törefors · Västannäs · Västra Flakaträsk · Vitvattnet ·